# Silvia Bonastre
Silvia Bonastre Peremateu, née le 29 novembre 1981 à Terrassa, est une joueuse espagnole de hockey sur gazon.

## Carrière
Elle a disputé avec l'équipe d'Espagne de hockey sur gazon féminin les Jeux olympiques d'été de 2004 et de 2008. Elle termine quatrième de la Coupe du monde de hockey sur gazon féminin 2006.

## Famille
Elle est la sœur de Berta Bonastre et la cousine de Carlota Petchamé, toutes deux joueuses internationales de hockey sur gazon.